# گوئنان هریس
گوئنان هریس (انگلیسی: Gwennan Harries؛ زادهٔ ۵ ژانویهٔ ۱۹۸۸) بازیکن فوتبال اهل بریتانیا است.
از باشگاه‌هایی که در آن بازی کرده‌است می‌توان به باشگاه فوتبال زنان اورتون اشاره کرد.
وی همچنین در تیم ملی فوتبال زنان ولز بازی کرده‌است.